# Сулаквелідзе Тенгіз Григорович
Тенгіз Сулаквелідзе (груз. თენგიზ სულაქველიძე, рос. Тенгиз Григорьевич Сулаквелидзе; 23 липня 1956, Кутаїсі, Грузинська РСР, СРСР) — радянський футболіст, що грав на позиції захисника. Майстер спорту СРСР міжнародного класу (1980). Заслужений майстер спорту СРСР (1981).
Виступав, зокрема, за клуб «Динамо» (Тбілісі), а також національну збірну СРСР. По завершенні футбольної кар'єри — футбольний тренер та функціонер.

## Клубна кар'єра
У дорослому футболі дебютував 1974 року виступами за команду клубу «Торпедо» (Кутаїсі), в якій провів п'ять сезонів, взявши участь у 138 матчах чемпіонату.
Своєю грою за цю команду привернув увагу представників тренерського штабу клубу «Динамо» (Тбілісі), до складу якого приєднався 1978 року. У першому ж сезоні в новому клубі допоміг динамівцям здобути перемогу в чемпіонаті СРСР. Наступного року став у складі тбіліської команди володарем Кубка СРСР, а ще за рік — володарем Кубка володарів кубків. Загалом відіграв за тбіліських динамівців наступні одинадцять сезонів своєї ігрової кар'єри. Більшість часу, проведеного у складі тбіліського «Динамо», був основним гравцем захисту команди.
Завершив професійну ігрову кар'єру у нижчоліговому шведському «Гольмсунді», за команду якого виступав у 1989 році.

## Виступи за збірну
1980 року провів 6 матчів у складі Олімпійської збірної СРСР з футболу, був учасником футбольного турніру на літніх Олімпійських іграх 1980, на якому радянські футболісти здобули бронзові нагороди.
Того ж 1980 року дебютував в офіційних матчах у складі національної збірної СРСР. Протягом кар'єри у національній команді, яка тривала 9 років, провів у формі головної команди країни 49 матчів, забивши 2 голи.
У складі збірної був учасником чемпіонату світу 1982 року в Іспанії, а також чемпіонату Європи 1988 року у ФРН, де разом з командою став віце-чемпіоном Європи.

## По завершенні ігрової кар'єри
Завершивши грати у Швеції, повернувся на батьківщину, де протягом 1990-1998 років працював у Грузинській футбольній федерації. Паралельно, з 1991 року працював тренером у власній футбольній академії.
Протягом 1994-1995 років та, пізніше, в 2000 був головним тренером юнацької збірної Грузії.

## Титули
- Чемпіон СРСР (1): 1978
- Володар Кубка СРСР (1): 1979
- Володар Кубка володарів кубків: 1981
- Бронзовий олімпійський призер: 1980
- Віце-чемпіон Європи: 1988